# Колассен, Антуан
Антуа́н Колассе́н (фр. Antoine Colassin; родился 26 февраля 2001) — бельгийский футболист, полузащитник клуба «Шарлеруа».

## Клубная карьера
Уроженец Шарлеруа, Антуан играл в футбол за молодёжные команды «Гран-Ле» и «Спортинг Шарлеруа». В 2016 году стал игроком футбольной академии «Андерлехта». 19 января 2020 года дебютировал в основном составе «Андерлехта» в матче первого дивизиона A чемпионата Бельгии против «Брюгге», забив гол в этой игре. 2 февраля забил в матче против «Мускрона». 8 февраля в игре против «Гента» забил свой третий гол в четырёх матчах. После этого матча ему была проведена операция на связках голеностопа, из-за которой, как ожидается, он пропустит остаток сезона 2019/20.
30 августа 2022 года перешёл на правах аренды в нидерландский «Херенвен».

## Карьера в сборной
Выступал за сборные Бельгии до 15, до 16, до 17, до 18 и до 19 лет.